# Espaço completo
Um espaço métrico é completo quando todas as sucessões de Cauchy convergem para um limite que pertence ao espaço.

## Exemplos
- O conjuntos dos números reais {\displaystyle \mathbb {R} } com a métrica usual {\displaystyle d(x,y)=|x-y|} é completo.
- Qualquer subconjunto fechado de {\displaystyle \mathbb {R} } é completo - essa propriedade é geral: qualquer subconjunto fechado de um espaço completo é completo.

## Espaços métricos não-completos
Seja E um espaço métrico qualquer. Se E não é completo, pode ser construída uma extensão de E, {\displaystyle {\bar {E}}\,}, com as seguintes propriedades:
- A inclusão i: E → {\displaystyle {\bar {E}}\,}, i(x) = x, é uma isometria de E para a sua imagem i(E).
- E é denso em {\displaystyle {\bar {E}}\,}.
- {\displaystyle {\bar {E}}\,} é um espaço completo.

Pode-se mostrar que {\displaystyle {\bar {E}}\,} é único, no seguinte sentido:
- Se {\displaystyle {\bar {E_{1}}}{\mbox{ e }}{\bar {E_{2}}}\,} são espaços métricos completos, {\displaystyle i_{k}:E\rightarrow {\bar {E_{k}}}\,} são isometrias de E para suas imagens com as imagens densas, então {\displaystyle {\bar {E_{1}}}{\mbox{ e }}{\bar {E_{2}}}\,} são isométricos.

### Esboço da construção
A construção de {\displaystyle {\bar {E}}\,} é intuitiva: como, em E, algumas sequências de Cauchy não convergem, basta acrescentar a E cada uma delas, evitando repetir duas sequências que convergiriam para o mesmo elemento.